# Горосито, Дилан
Дилан Томас Горосито (исп. Dylan Tomás Gorosito; род. 3 февраля 2006, Морено, Буэнос-Айрес) — аргентинский футболист, защитник клуба «Бока Хуниорс».

## Клубная карьера
Горосито — воспитанник клуба «Бока Хуниорс». 22 июля 2024 года в матче против «Дефенса и Хустисия» он дебютировал в аргентинской Примере.

## Международная карьера
В 2023 году Горосито в составе юношеской сборной Аргентины принял участие в юношеском чемпионате Южной Америки в Эквадоре. На турнире он сыграл в матчах против команд Боливии, Парагвая, Чили, Венесуэлы, Эквадора и Бразилии. В том же году Горосито принял участие в юношеском чемпионате мира в Индонезии. На турнире он сыграл в матчах против сборных Сенегала, Японии, Польши, Венесуэлы, Бразилии, Германии и Мали.